# قلعة مرزق
قلعة مرزق في مدينة مرزق في جنوب غرب ليبيا. تم تشييدها في العام 1310 ميلادية، أثناء تأسيس المدينة لتكون مركزا للسلطان وعاصمة لدولة اولاد إمحمد الفاسي. القلعة لديها سور مرتفع وتحصينات خاصة بالمراقبة، وتم بنائها من الحجارة والطين المدكوك. وتطل على قمة تل شمال غربي مدينة مرزق يقود إلى بوابتها أدراج، ومن وراء الباب يظهر البناء المربع الشكل والذي يتوسطه فناء يوجد ممر يقود لساحة تطل على مباني القلعة.

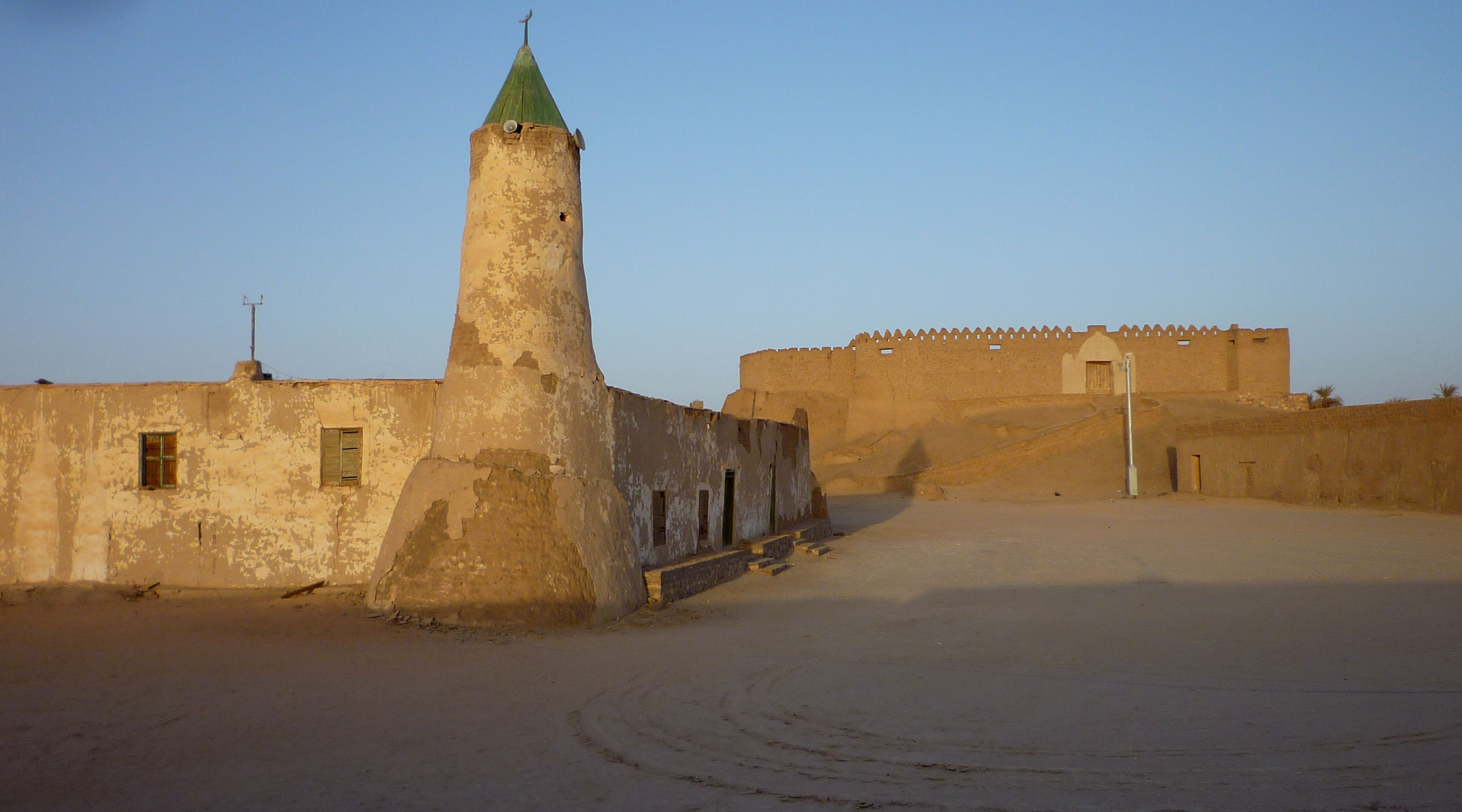
القلعة والمسجد العتيق مرزق

بعد احتلال العثمانيين لفزان في حل محل السلطان الباشاوات الذين حكموا المنطقة من هذه القلعة، قبل ذلك كان تصميم بناء القلعة يتكون من جناح خاص بالسلطان إضافة لبهو يضم كرسي عرشه، وجناح مخصص «للحريم» يضم السلطانة ونحو 40 امرأة، كما ضمت القلعة قاعة للاجتماعات ومقرات للخدم والحرس ودور للحكم.

قلعة مرزق كما تبدو في اصدار 1981 من فئة 4/1 دينار ليبي.

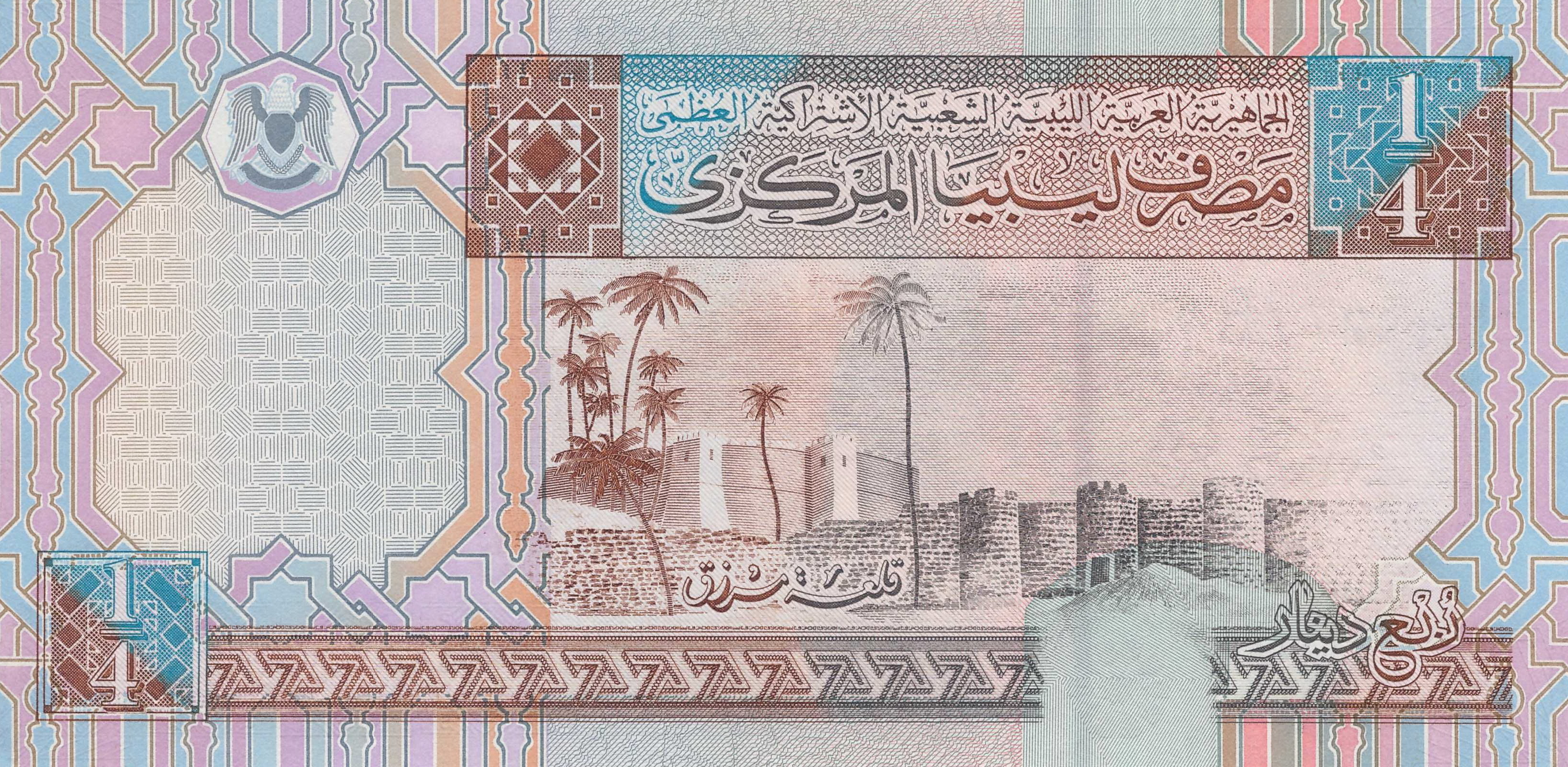
كما تبدو في إصدار أحدث للعملة.

وجاور القلعة بعد المرافق مثل ساحة صلاة الجمعة وسجن المدينة والذي كان يستعمل لنفي المساجين السياسيين الذي لا ترضى عليهم الدولة العثمانية.
تعتبر القلعة من مجموعة القلاع القديمة والتي كانت ذات أهمية استراتيجية في عدد من المدن الليبية سواء الساحلية أو الصحراوية،  تم وضع صورة لقلعة مرزق على العملة الليبية من فئة 4/1 دينار ليبي وذلك في اصدار العام 1981 والاصدارات التي تلتها، كما سكنها الطليان عند احتلالهم لليبيا واتخدوا منها مقر لهم ومكان للحكم